# Gian Maria Monsorno
Gian Maria Monsorno (Johann Maria Monsorno) (ur. 21 listopada 1768 w Varena di Fiemme; zm. 1836 w Wiedniu) – włoski malarz, działający w Austrii. Studiował na Akademii Sztuk Pięknych w Wiedniu. Uchodził za wybitnego miniaturzystę.

## Galeria

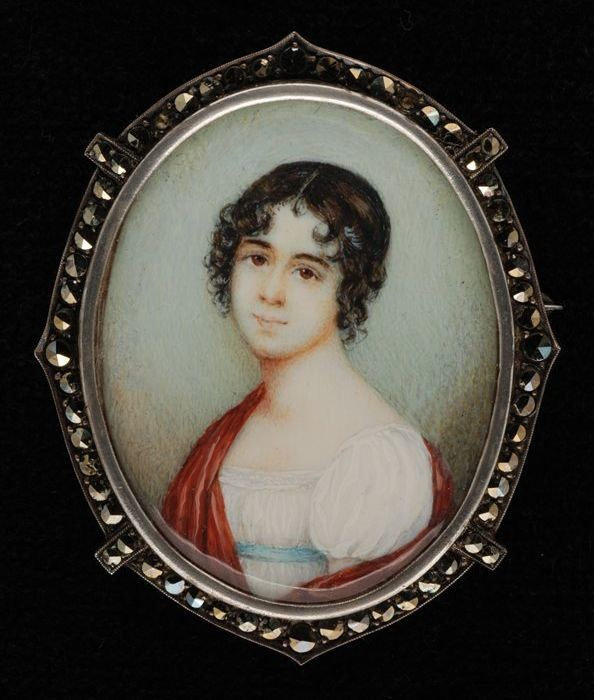
Portret młodej kobiety, miniatura
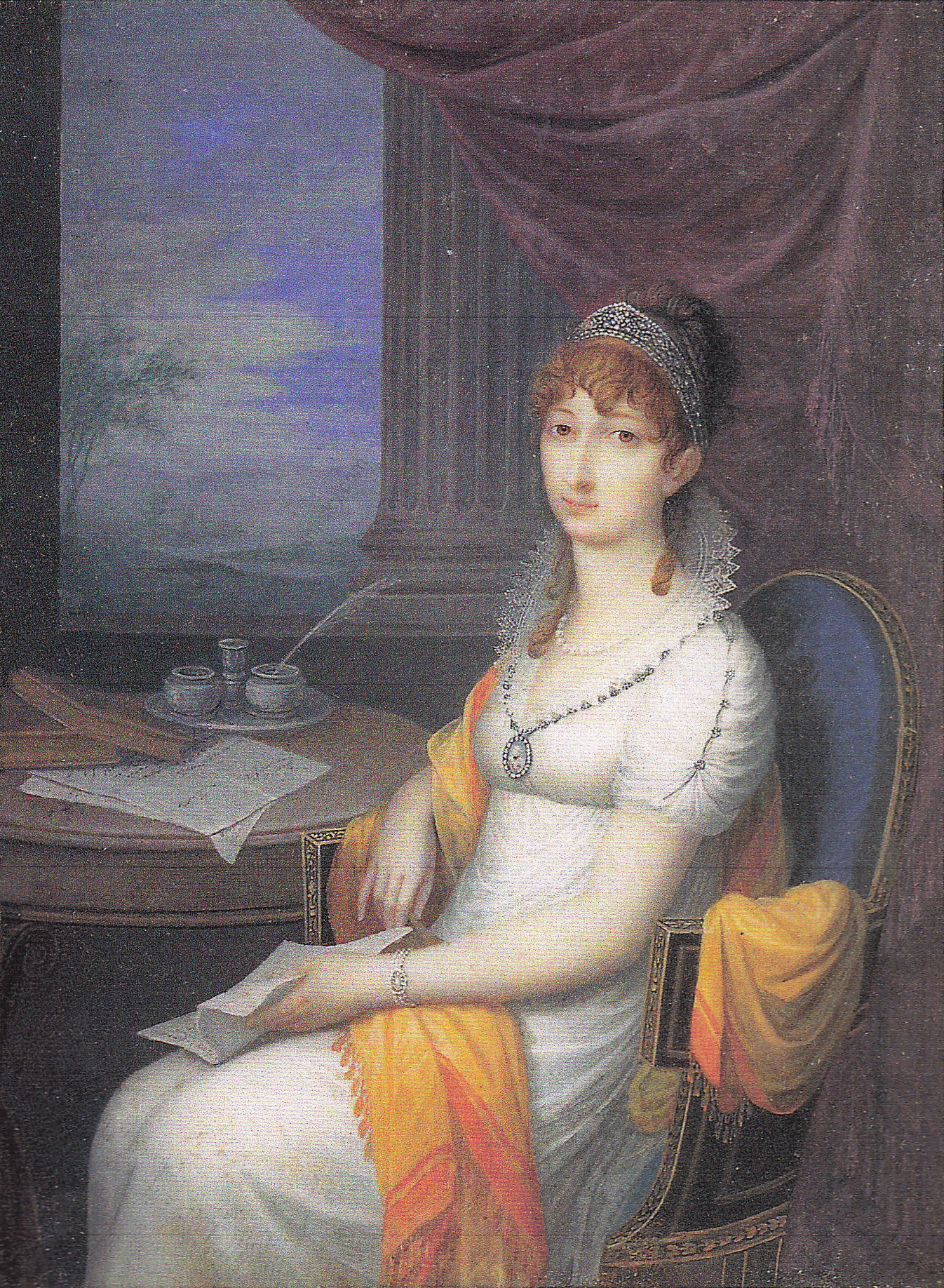
Portet Marii Ludwiki Habsburg-Este, akwarela i gwasz na kości słoniowej
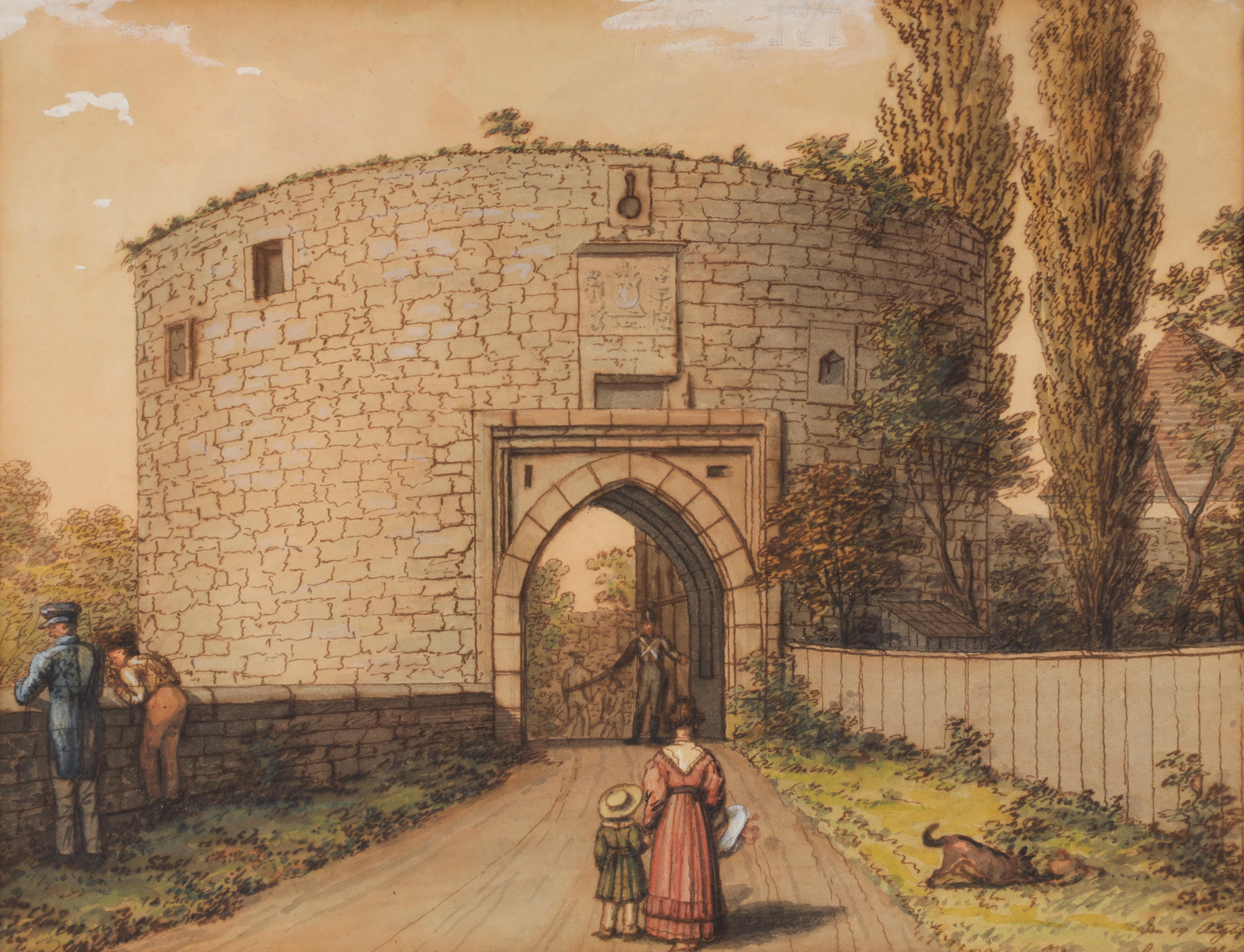
Friedrichstor zamku w Linzu , tusz na papierze
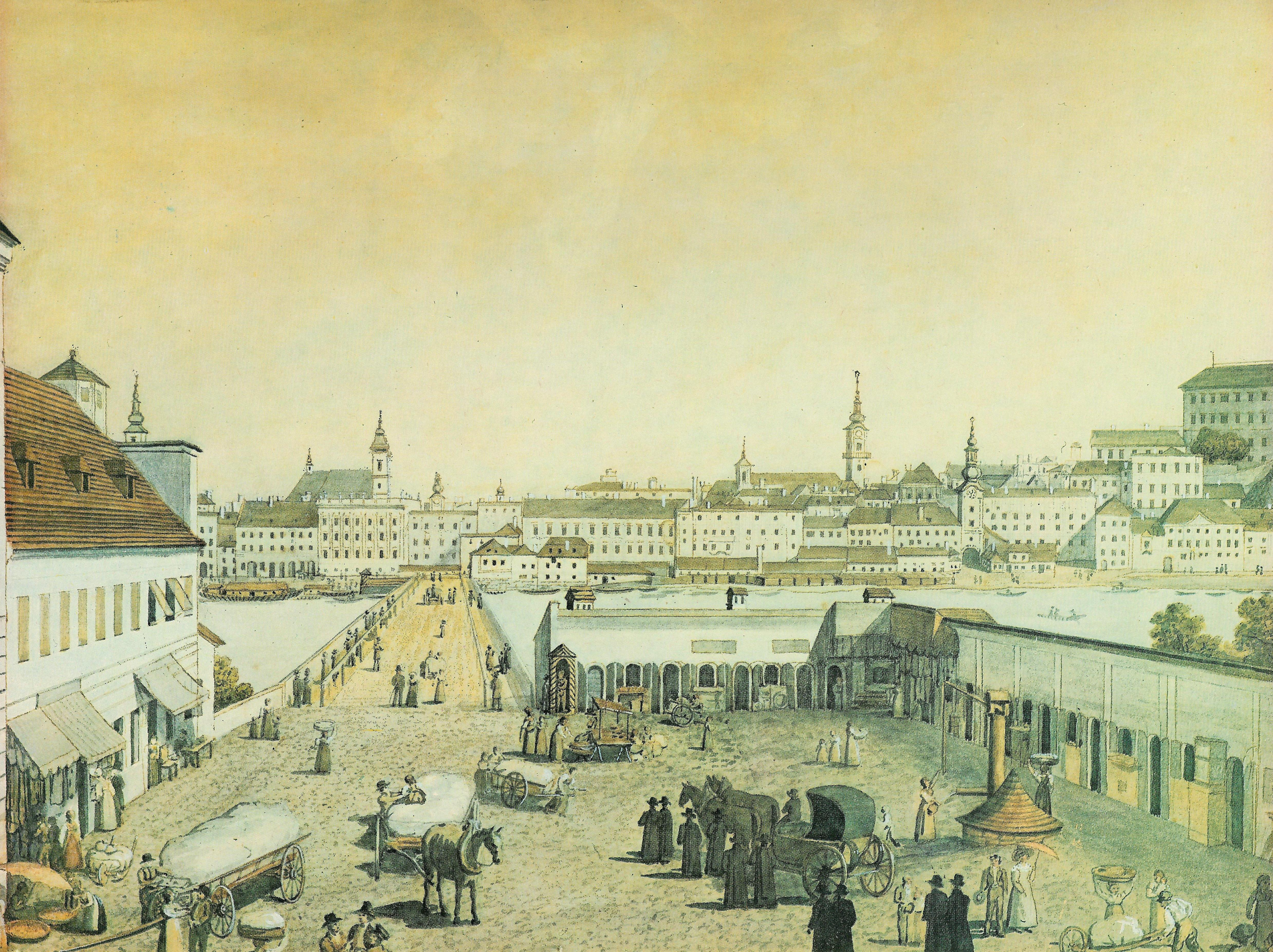
Widok na Linz